# Луковиця (гміна)
Гміна Луковиця (пол. Gmina Łukowica) — сільська гміна у південній Польщі. Належить до Лімановського повіту Малопольського воєводства.
Станом на 31 грудня 2011 у гміні проживало 9678 осіб.

## Площа
Згідно з даними за 2007 рік площа гміни становила 69.71 км², у тому числі:
- орні землі: 65.00%
- ліси: 25.00%

Таким чином, площа гміни становить 7.32% площі повіту.

## Населення
Станом на 31 грудня 2011:
| Опис     | Загалом | Загалом | Чоловіки | Чоловіки | Жінки | Жінки |
| -------- | ------- | ------- | -------- | -------- | ----- | ----- |
| одиниця  | осіб    | %       | осіб     | %        | осіб  | %     |
| все      | 9678    | 100     | 4821     | 49.81    | 4857  | 50.19 |
| міське   | 0       | 100     | 0        |          | 0     |       |
| сільське | 9678    | 100     | 4821     | 49.81    | 4857  | 50.19 |

## Сусідні гміни
Гміна Луковиця межує з такими гмінами: Камениця, Ліманова, Лонцько, Подеґродзе.